# Andrej Barna
Andrej Barna (Servisch: Андреј Барна) (Subotica, 6 maart 1998) is een Servisch zwemmer die is gespecialiseerd in de vrije slag. 

## Biografie
Op de Europese kampioenschappen zwemmen 2018 eindigde Barna 15e op de 50 meter vrije slag.

## Internationale toernooien
| Jaar | Olympische Spelen | WK langebaan                                          | WK kortebaan   | EK langebaan                                                    | EK kortebaan                                                                                              |
| ---- | ----------------- | ----------------------------------------------------- | -------------- | --------------------------------------------------------------- | --- |
| 2015 |                   | 21e 4x100 m vrije slag 16e 4x100 m vrije slag gemengd |                |                                                                 | geen deelname                                                                                             |
| 2016 | geen deelname     |                                                       | geen deelname  | 35e 50 m vrije slag 42e 100 m vrije slag 11e 4x200 m vrije slag | |
| 2017 |                   | 33e 50 m vrije slag 9e 4x100 m vrije slag             |                |                                                                 | 22e' 50 m vrije slag 29e 100 m vrije slag 30e 200 m vrije slag 5e 4x50 m vrije slag DSQ 4x50 m wisselslag |
| 2018 |                   |                                                       | 11-16 december | 15e 50 m vrije slag 26e 100 m vrije slag 8e 4x100 m vrije slag  | |

## Persoonlijke records
Bijgewerkt tot en met 9 juli 2021
Kortebaan
| Afstand          | Tijd  | Datum            | Plaats     |
| ---------------- | ----- | ---------------- | ---------- |
| 50 m vrije slag  | 21,68 | 15 december 2017 | Kopenhagen |
| 100 m vrije slag | 48,05 | 16 december 2017 | Kopenhagen |

Langebaan
| Afstand          | Tijd  | Datum       | Plaats    |
| ---------------- | ----- | ----------- | --------- |
| 50 m vrije slag  | 22,14 | 22 mei 2021 | Boedapest |
| 100 m vrije slag | 48,17 | 18 mei 2021 | Boedapest |